# Try Everything
«Try Everything» (рус. Попробовать всё) — сингл колумбийской певицы Шакиры, записанный для мультфильма «Зверополис».

## О песне
Песня была написана австралийской певицей Сией при участии Stargate, как саундтрек к мультфильму «Зверополис», который описывает историю города, населённого животными, где Шакира исполняет роль певицы Газелле.
Песня рассказывает о характере, который необходим для достижения цели.

## История
За несколько месяцев до выхода песни, Шакира написала в своём Instagram-аккаунте:

Я ужасно рада сообщить, что буду играть Газелле в [мультфильме] «Зверополис» от Disney Animation и петь новую песню для фильма под названием «Try Everything»!
Оригинальный текст (англ.)I am thrilled to announce that I will be playing Gazelle in @DisneyAnimation's #Zootopia, and I'll be singing a brand new song for the movie called «Try Everything»!Оригинальный текст (исп.)Feliz de haber participado en la nueva película de @DisneyAnimation #Zootopia en donde estaré interpretando a Gazelle y «Try Everything» mi nueva canción para la película.
— Шакира
Когда песня была опубликована на YouTube-канале Шакиры и стала доступной для скачивания на ITunes Store и Google Play, Шакира написала в социальных сетях:

Новый сингл «Try Everything» из предстоящего фильма «Зверополис» студии Disney Animation теперь доступен во всём мире! Слушайте этот клип...
Оригинальный текст (англ.)~ Shak's brand new single, Try Everything, from @disneyanimation's upcoming #Zootopia movie is out worldwide now! Listen to this clip...Оригинальный текст (исп.)~ El nuevo sencillo de Shak, Try Everything, de la película #Zootopia ya está disponible! Escuchen este clip...
— Шакира

## Список композиций
Digital download - Original version
- «Try Everything» — 3:16

## История релиза
| Страна | Дата          | Формат               | Лейбл               |
| ------ | ------------- | -------------------- | ------------------- |
| Мир    | 8 января 2016 | Цифровая дистрибуция | Walt Disney Records |